# Mārtiņš Mits
Mārtiņš Mits (Riga, 25 maart 1972) is een Lets jurist en rechter.

## Carrière
Mits studeerde rechten aan de Universiteit van Letland waar hij in 1995 zijn Bachelor of Laws (LL.B) behaalde. Hij studeerde verder aan de Universiteit van Nottingham waar hij in 1998 zijn Master of Laws (LL.M) verkreeg. Nadien werkte hij onder meer als spreker (1999-2012), docent (2012-2013), assistent-professor (since 2013) en rector (2008-2015) bij de Juridische Hogeschool van Riga. Daarnaast gaf hij regelmatig colleges in het Judicieel Trainingscentrum van Letland en gaf hij trainingscursussen aan rechters van het Constitutioneel Hof van Letland (2003-2004) en Hooggerechtshof van Letland (2003-2004, 2010).
Op 23 juni 2015 werd Mits gekozen door de Parlementaire Vergadering van de Raad van Europa om Letland te vertegenwoordigen als rechter bij het Europees Hof voor de Rechten van de Mens. Hij werd aangesteld voor een periode van negen jaar en begon zijn werkzaamheden op 3 september 2015.